# Ретро

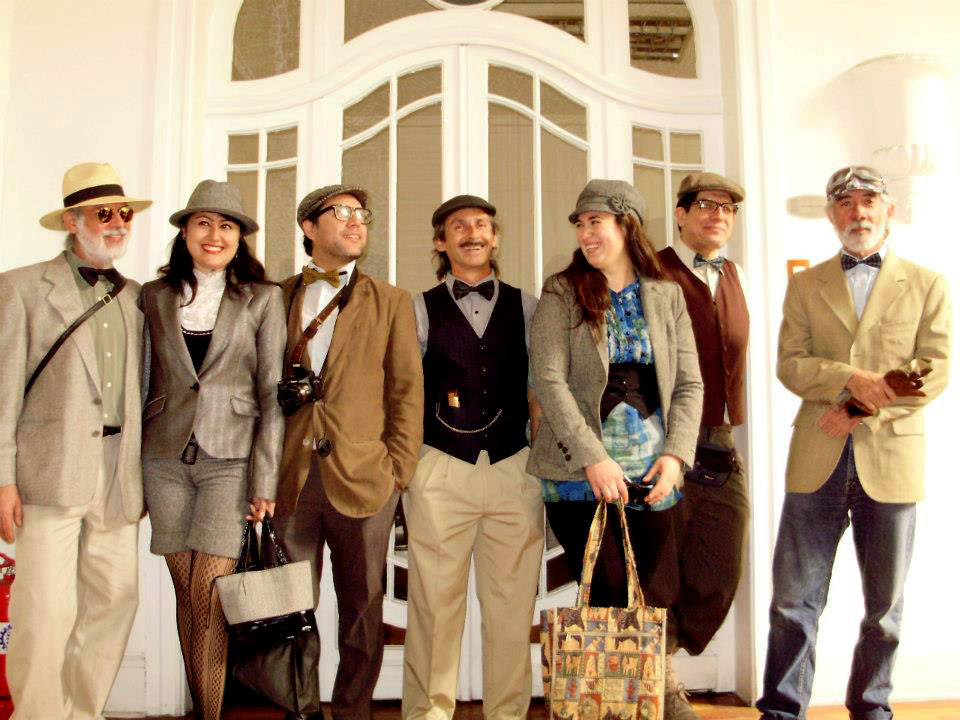
Люди у ретро одязі

Ретро (також стиль ретро; ретро-стиль з лат. retro – «назад», «звернений до минулого», «ретроспективний») — достатньо абстрактний художньо-історичний термін, що застосовується для опису різних категорій старих речей, що мають деяку культурну і / або матеріальну цінність, і, як правило, нечасто зустрічаються в сучасному повсякденному житті з його практичністю і прагненням до позбавлення від «зайвих» деталей.

## Визначення
Часові рамки стилю ретро в певній мірі розмиті, але більшість модельєрів і мистецтвознавців відносять до стилю ретро всі модні напрямки другої половини XIX — першої половини XX століття. Таким чином, більш старі речі прирівнюються до антикваріату, більш молоді (від 20 до 50 років) — до вінтажу, від 5 до 20 років — до секонд-хенду, менше 5 років вважаються сучасними. До предметів у стилі ретро найчастіше відносять меблі, музику, книги, картини, плакати, автомобілі, предмети домашнього вжитку і т. д. Масове захоплення стилем ретро може охоплювати не тільки чисто матеріальні об’єкти, але також проникати в мову населення визначеної епохи.